# Неопротекціонізм
Неопротекціонізм (від грец. Neos - новий, від лат. Protektio - прикриття, захист) -обмеження на міжнародну торгівлю, що вводяться країнами крім традиційних форм обмеження небажаного імпорту товарів.

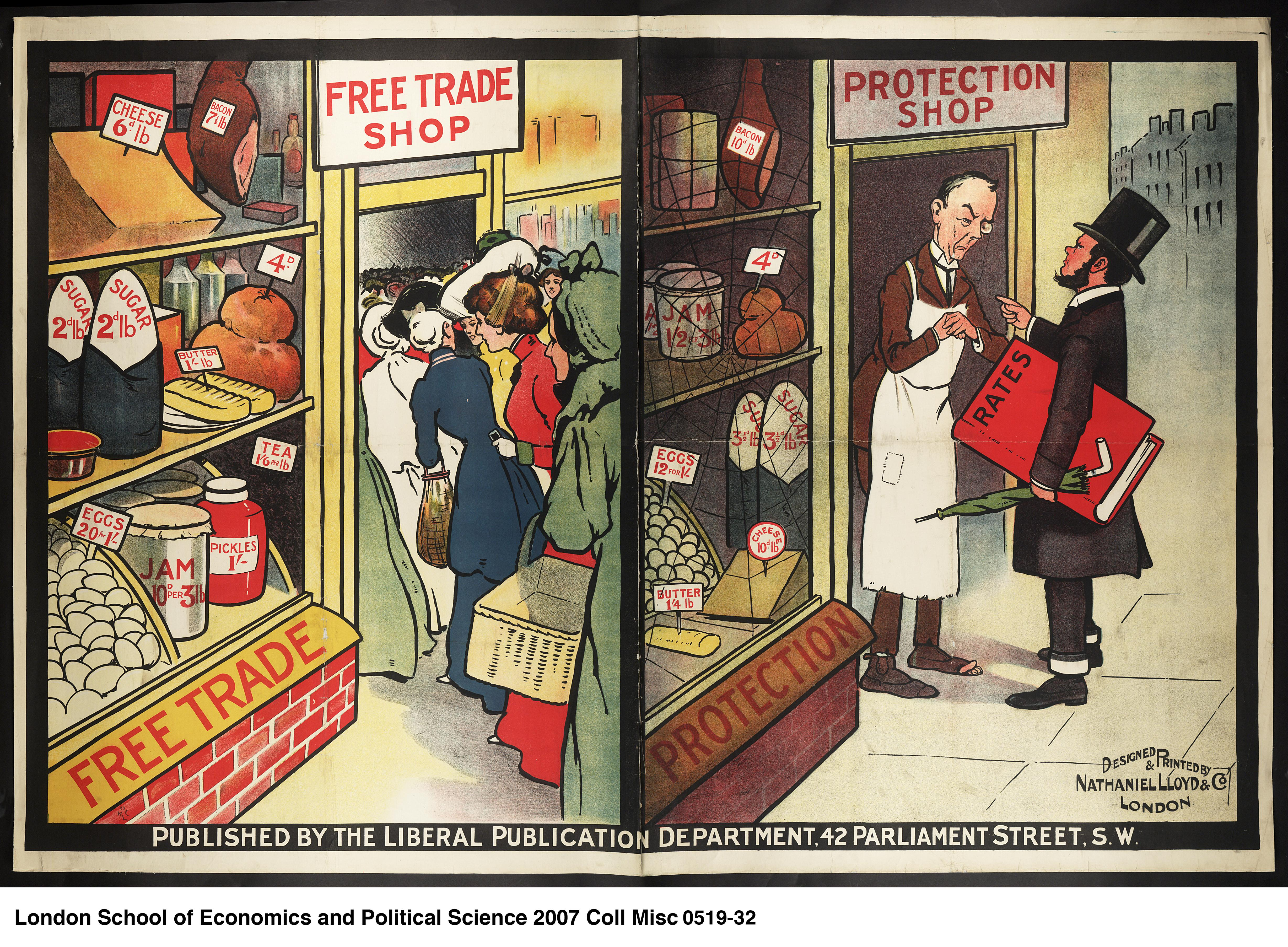

## Причини виникнення
Можна виділити 3 основні причини виникнення нового протекціонізму - це зміни у світовій економіці, глобалізація та угоди СОТ.
До економічних причин належать загрози економічного панування Західної Європи і США, нові технології, які замінять робочі місця, фінансова криза і недобросовісна конкуренція ТНК. Новий протекціонізм також є реакцією на некеровану глобалізацію та її наслідки.
Встановлення нових правил для глобальної торговельної арени і обмеження використання митних зборів у другій половині 20 століття привели до розширення нетарифних заходів, які складають основу неопротекціонізму. Хоча вони не нові в сфері міжнародної торгівлі, нетарифні заходи менш помітні, складні і різноманітні з точки зору цілі і способу застосування. Беручи до уваги ці характеристики, нетарифні заходи загрожують встановленню стабільного міжнародного співробітництва.
Основні відмінності між традиційним протекціонізмом і неопротекціонізму полягають в способі впливу на міжнародну торгівлю. Отже, «старий протекціонізм» багато в чому ґрунтувався на митах, які є «інструментами ринкової економіки». Навпаки, нетарифні бар'єри чинять негативний вплив на механізм ринкової економіки, обмежуючи вибір споживачів і обмежуючи конкуренцію між вітчизняними та зарубіжними виробниками.
Хоча політики враховують  переваги вільної торгівлі, вони часто виступають за обмеження торгових потоків тому, що, на їхню думку, розподіл доходів є більш важливим, ніж економічний розвиток, створений вільною торгівлею. Більш того, субсидії, здійснювані з комерційних міркувань важко «політично дисциплінувати». Це можна пояснити тим, що митні збори сприймаються як заходи торгової політики, а субсидії стають «прерогативами національної політики».
Незважаючи на те, що переговори ГАТТ і СОТ значно знизили рівень мит, була створена сприятлива основа для реалізації інших заходів, що обмежують торгівлю, таких як урядові постанови про захист здоров'я громадян та збереження довкілля. Багато аналітиків відзначають, що ці заходи загрожують вільну торгівлю так як їх важко ідентифікувати і регулювати на багатосторонньому рівні.

## Політика неопротекціонізму

#### Державні закупівлі
Уряд може набувати запаси товарів у національних виробників, незважаючи на Угоду про державні закупівлі, тому що більшість країн не зобов'язані створювати однакові умови для отримання державного замовлення для зарубіжних конкурентів.

#### Субсидії вітчизняним компаніям
Вони можуть бути використані для зниження ціни і запобігання імпорту. Ця фінансова підтримка може також здійснюватися у формі експортної субсидії, що створює стимули для експорту. Такі субсидії можуть бути в формі початкової або «стартовою» допомоги, яка може бути надана великих проектах.

#### Правила безпеки та охорона здоров’я
Уряд може також використовувати правила охорони здоров'я та безпеки для дискримінації щодо імпортованих товарів, в той час як місцеві виробники не повинні проходити такі жорсткі перевірки.

#### Стандарти якості
Уряд може встановлювати жорсткі стандарти якості, які можуть бути важкими для зарубіжних виробників.

#### Бюрократизм
Надмірна бюрократія, пов'язана з процесом імпорту та експорту, також може обмежувати торгівлю. Наприклад, товари можуть бути навмисно затримано в портах і аеропортах або експортери можуть бути зобов’язані надати надмірно складні документи, пов'язані з міжнародними транзакціями.

#### Курс валют
Грошовий захист передбачає, що країни навмисно девальвують свій обмінний курс, щоб стимулювати експорт або стримувати імпорт.

#### Добровільні експортні обмеження
«Добровільні угоди про поділ ринку» негативно впливають на міжнародну торгівлю і найчастіше завдають шкоди країнам, що розвиваються, які зобов'язані дотримуватися зобов'язань щодо обмеження експорту продуктів, які вважаються «чутливими» для ринку розвинених країн.